# 塔爾加爾區
塔爾加爾區是哈薩克斯坦的一個區，位於該國東南部，由阿拉木圖州負責管轄，首府設於塔尔加尔，始建於1969年，面積3,700平方公里，2013年該區人口184,834。